# Skye Blakely
Skye Blakely, née le 4 février 2005 à Dallas, est une gymnaste américaine. Elle a remporté deux médailles d'or avec l'équipe américaine en concours général par équipe aux championnats du monde 2022 et 2023.

## Carrière sportive
En 2019, elle est médaillée de bronze aux championnats du monde juniors de gymnastique artistique au concours général par équipe.
En 2021, Blakely fait ses débuts en compétition senior à la Winter Cup, où elle remporte l'or à la poutre. Aux championnats nationaux américains, elle termine septième au concours général. Lors des essais olympiques, elle se blesse au saut de cheval et doit se pour retirer de la compétition.
En juillet 2022, elle participe aux Championnats panaméricains, où elle contribue à la médaille d'or des États-Unis. Individuellement, elle remporte le bronze au concours général et au sol.
En octobre, elle est sélectionnée pour participer aux championnats du monde à Liverpool, où l'équipe américaine remporte la médaille d'or; qualifiée pour la finale individuelle à la poutre, elle chute et termine la compétition à la cinquième place.
L'année suivante, elle participe aux championnats nationaux, où elle remporte l'argent au saut de cheval, aux barres parallèles et à la poutre. En septembre, elle fait de nouveau partie de l'équipe américaine pour les championnats du monde à Anvers. C'est un nouveau titre au concours général par équipe avec le retour de la multi-médaillée Simone Biles.

## Palmarès

### Championnats du monde
- Liverpool 2022
  -  Médaille d’or au concours par équipes
- Anvers 2023
  -  Médaille d’or au concours par équipes